# Tidskapsel

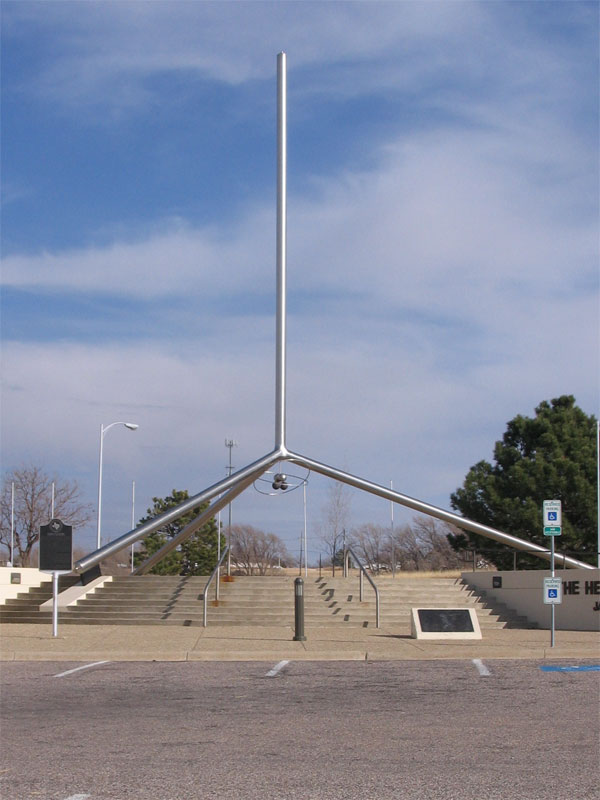
Helium Centennial Time Columns Monument i Amarillo, Texas bevarar fyra olika tidskapslar som skall öppnas 25, 50, 100, och 1000 år efter att de låstes in 1968.

En tidskapsel är en behållare som innehåller föremål avsedda att dokumentera samtiden för en framtida upphittare, och kan utplaceras i samband med grundstensläggning för ett byggnadsverk.

## Tidskapslar
En tidskapsel från 1800-talet hittades i Uppsala domkyrka och är nu utställd där tillsammans med innehållet. 
I samband med att John Lennon skulle ha fyllt 70 år den 9 oktober 2010 sammanställde Rock and Roll Hall of Fame and Museum i Ohio en tidskapsel innehållande en samling av artistens musik samt hyllningar från fans världen över. Kapseln är tänkt att öppnas i oktober 2040, då Lennon skulle ha fyllt 100 år.
När grunden till domkyrkoforumet till Lunds domkyrka göts i augusti 2010 skickades en tidskapsel med till framtiden, för att ge en bild av Lund och den kristna tron 2010. Kapseln innehöll en karta över dagens Lund, en bok om domkyrkan, en psalmbok, Lunds stifts verksamhetsberättelser, två morgontidningar och en mobiltelefon. Det är tänkt att föremålen skall hittas när nybyggnaden eventuellt rivs om uppskattningsvis några hundra år.
Det finns en tidskapsel vid det före detta museet The Big Idea i Skottland.
När Medborgarhuset i Stockholm renoverades 2022 hittades en tidskapsel från 1938.

## I populärkultur
I filmen Knowing från 2009 spelar en tidskapsel gjord av en amerikansk skolklass en central roll.